# Liste der Stolpersteine in der Comarca Bages

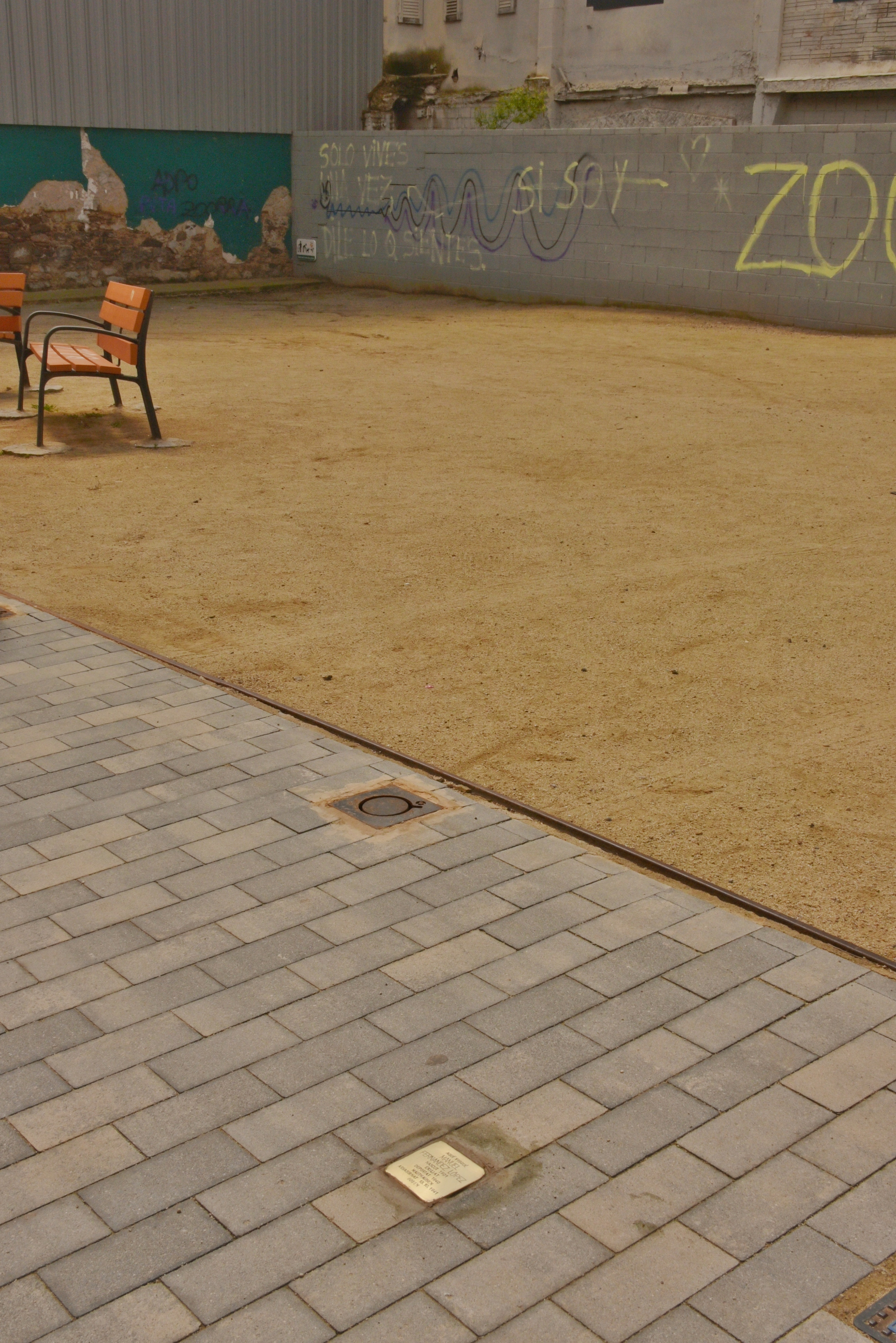
Stolperstein in Súria

Die Liste der Stolpersteine in der Comarca Bages enthält die Stolpersteine der Comarca Bages in Spanien, die vom Kölner Künstler Gunter Demnig verlegt wurden. Stolpersteine erinnern an das Schicksal der Menschen, die von den Nationalsozialisten ermordet, deportiert, vertrieben oder in den Suizid getrieben wurden. Sie liegen im Regelfall vor dem letzten selbstgewählten Wohnsitz des Opfers.
Die ersten Stolpersteine Spanien erfolgten in dieser Comarca und zwar am 9. April 2015 in Navàs und El Palà de Torroella. Die katalanische Übersetzung des Begriffes Stolpersteine lautet: pedres que fan ensopegar. Auf Spanisch werden sie piedras de la memoria (Erinnerungssteine) genannt.

## Verlegte Stolpersteine

### Avinyó
In Avinyó wurden zwei Stolpersteine an zwei Adressen verlegt.
| Stolperstein | Übersetzung                                                                                          | Verlegeort                      | Name, Leben                     |
| ------------ | --- | ------------------------------- | ------------------------------- |
|              | HIER LEBTE JOSEP GIRBAU MORRAL GEBOREN 1914 EXIL DEPORTIERT 1941 MAUTHAUSEN ERMORDET 17.9.1941 GUSEN | Carrer Turic de Dalt, 16 Avinyó | Josep Gibrau Morral (1914–1941) |
|              | HIER LEBTE VALENTÍ VALL RIU GEBOREN 1907 EXIL DEPORTIERT 1941 MAUTHAUSEN ERMORDET 12.8.1941 GUSEN    | Carrer Sallent, 2 Avinyó        | Valentí Vall Riu (1907–1941)    |

### Cardona
In Cardona wurden drei Stolpersteine an drei Adressen verlegt.
| Stolperstein | Übersetzung                                                                                                 | Verlegeort                | Name, Leben                           |
| ------------ | --- | ------------------------- | ------------------------------------- |
|              | HIER WOHNTE RAMON GASSÓ SUCARRATS GEBOREN 1915 EXIL DEPORTIERT 1940 MAUTHAUSEN BEFREIT                      | C. Major 25 Cardona       | Ramon Gassó Sucarrats (1915–?)        |
|              | HIER WOHNTE FILOMENO GONZÁLEZ CARREÑO GEBOREN 1899 EXIL DEPORTIERT 1940 MAUTHAUSEN ERMORDET 26.9.1941 GUSEN | C. Sant Miquel 53 Cardona | Filomeno González Carreño (1899–1941) |
|              | HIER WOHNTE ANTONIO SIMÓN CARMONA GEBOREN 1908 EXIL DEPORTIERT 1941 MAUTHAUSEN ERMORDET 31.12.1941 GUSEN    | C. Nou, 28 Cardona        | Antonio Simón Carmona (1908–1941)     |

### Manresa
In Manresa wurden insgesamt 28 Stolpersteine verlegt.
| Stolperstein | Übersetzung | Verlegeort                                  | Name, Leben |
| ------------ | --- | ------------------------------------------- | --- |
|              | HIER WOHNTE JOAQUIM AMAT-PINIELLA JG. 1913 EXIL 1939 DEPORTIERT 1941 MAUTHAUSEN BEFREIT                          | Carrer de Carrió, 12 Manresa                | Joaquim Amat-Piniella wurde am 22. November 1913 in Manresa geboren. 1939 flüchtete er von Spanien nach Frankreich. Am 27. Januar 1941 wurde er in das Konzentrationslager Mauthausen deportiert. Er bekam die Häftlingsnummer 6211. Er überlebte das NS-Regime und wurde am 6. Mai 1945 aus dem KZ Ebensee befreit. Er wurde ein bekannter Schriftsteller und verstarb am 3. August 1974 in Paris. |
|              | HIER WOHNTE JOSEP APARICIO SANCHO JG. 1902 EXIL 1939 DEPORTIERT 1941 MAUTHAUSEN ERMORDET 31.10.1944 DACHAU       | Carrer d'Arbonés, 34 Manresa                | Josep Aparicio Sancho wurde am 2. Februar 1901 in Villanueva de Jiloca in der Provinz Saragossa geboren. 1939 flüchtete er aus Spanien nach Frankreich. Am 23. Januar 1942 wurde er in das Konzentrationslager Mauthausen deportiert. Er bekam die Häftlingsnummer 3149. Am 31. Oktober 1944 wurde er vom NS-Regime in Dachau ermordet. |
|              | HIER WOHNTE PERE BRUNET FARRÉ JG. 1916 EXIL 1939 DEPORTIERT 1944 BUCHENWALD ERMORDET 20.5.1944 FLOSSENBÜRG       | Carrer Circumval·lació, 102 Manresa         | Pere Brunet Farré wurde am 1. Mai 1916 in Manresa geboren. 1939 flüchtete er aus Spanien nach Frankreich. Am 19. Januar 1944 wurde er in das Konzentrationslager Buchenwald deportiert. Er bekam die Häftlingsnummer 40382. Am 20. Mai 1944 wurde er vom NS-Regime in Flossenbürg ermordet. |
|              | HIER WOHNTE MIQUEL CAMPS PUIGGRÒS JG. 1917 EXIL 1939 DEPORTIERT 1941 MAUTHAUSEN ERMORDET 15.1.1942 GUSEN         | Carrer de la Mel, 23 Manresa                | Miquel Camps Puiggròs wurde am 6. August 1917 in Manresa geboren. 1939 flüchtete er von Spanien nach Frankreich. Am 7. April 1941 wurde er in das Konzentrationslager Mauthausen deportiert. Er bekam die Häftlingsnummer 4548. Am 15. Januar 1942 wurde er vom NS-Regime im KZ Gusen, einem Außenlager von Mauthausen, ermordet. |
|              | HIER WOHNTE ANTONI CAMPS VIVES JG. 1899 EXIL 1939 DEPORTIERT 1941 MAUTHAUSEN ERMORDET 30.12.1941 GUSEN           | Carrer de la Mel, 23 Manresa                | Antoni Camps Vives wurde am 5. September 1899 in Manresa geboren. 1939 flüchtete er von Spanien nach Frankreich. Am 7. April 1941 wurde er in das Konzentrationslager Mauthausen deportiert. Er bekam die Häftlingsnummer 4549. Am 30. Dezember 1941 wurde er vom NS-Regime im KZ Gusen ermordet. |
|              | HIER LEBTE ANTONI CANO MARTÍNEZ GEBOREN 1915 EXIL DEPORTIERT 1941 MAUTHAUSEN BEFREIT                             | Carrer de Montserrat 20 Manresa             | Antoni Cano Martínez (1915–?) |
|              | HIER WOHNTE JACINT CARRIÓ VILASECA JG. 1916 EXIL 1939 DEPORTIERT 1940 MAUTHAUSEN BEFREIT                         | Carrer l'Aiguader, 22 Manresa               | Jacint Carrió Vilaseca wurde am 16. September 1916 in Manresa geboren. Er war ein überzeugter Republikaner und flüchtete 1939 nach Frankreich. Dort wurde er 1940 von NS-Schergen gefasst und am 13. Dezember 1940 in das Konzentrationslager Mauthausen verschleppt. Seine Häftlingsnummer war 4676. Er überlebte seine Aufenthalte dort und im Außenlager Gusen. Nach der Befreiung am 5. Mai 1945 kehrte er nach Spanien zurück und wurde mehrfach von der franquistischen Polizei belästigt. Er wurde Vizepräsident der Vereinigung der Mitarbeiter der Industrie und des Handels in der Manresa Region. Er kämpfte für die Demokratie in Spanien, wurde Stadtrat, trat als Zeitzeuge in Schulen und Hochschulen auf und reflektierte dort über die Gefahren des Faschismus und seine Erfahrungen in NS-Lagern. Er verstarb am 31. Oktober 2000 in Manresa. Kurz vor seinem Tod schrieb er seine Memoiren, die unter dem Titel Manresa – Mauthausen – Gusen, Deportation und Rückkehr eines Mannes, der der Freiheit verpflichtet war postum 2001 veröffentlicht wurden. |
|              | HIER WOHNTE AGAPIT COLOM ARMENGOL JG. 1893 EXIL 1939 DEPORTIERT 1940 MAUTHAUSEN ERMORDET 2.7.1941 GUSEN          | Carrer Major, 5 Manresa                     | Agapit Colom Armengol wurde am 18. August 1893 in Lluçars in der Comarca Noguera geboren. 1939 flüchtete er von Spanien nach Frankreich. Am 13. August 1940 wurde er in das Konzentrationslager Mauthausen deportiert. Er bekam die Häftlingsnummer 3723. Am 2. Juli 1941 wurde er vom NS-Regime im KZ Gusen ermordet. |
|              | HIER LEBTE JULIÀ COMMES CLAROS GEBOREN 1901 EXIL DEPORTIERT 1943 MAUTHAUSEN BEFREIT                              | Carrer de Sant Bartomeu 4 Manresa           | Julià Commes Claros (1901–?) |
|              | HIER WOHNTE BERNAT COMÍN IGUALADA GEBOREN 1882 EXIL 1939 DEPORTIERT 1941 MAUTHAUSEN ERMORDET 6.11.1941 GUSEN     | Camí dels Corrals Manresa                   | Bernat Comín Igualada wurde am 20. Mai 1882 in Mariana in der Provinz Cuenca geboren. 1939 flüchtete er von Spanien nach Frankreich. Am 27. Januar 1941 wurde er in das Konzentrationslager Mauthausen deportiert. Er bekam die Häftlingsnummer 6386. Am 6. November 1941 wurde er vom NS-Regime im KZ Gusen ermordet. |
|              | HIER WOHNTE ENRIC CUNILL MARFÀ JG. 1913 EXIL 1939 DEPORTIERT 1940 MAUTHAUSEN BEFREIT                             | Carrer de Carrió, 11 Manresa                | Enric Cunill Marfà wurde am 13. April 1913 in Moià in der Comarca Moianès geboren. 1939 flüchtete er von Spanien nach Frankreich. Am 13. Dezember 1940 wurde er in das Konzentrationslager Mauthausen deportiert. Er bekam die Häftlingsnummer 4654. Er überlebte das NS-Regime und wurde am 5. Mai 1945 befreit. Er verstarb am 20. April 1994 im Exil in Marseille. |
|              | HIER WOHNTE JESÚS DALMAU COLOM JG. 1916 EXIL 1939 DEPORTIERT 1941 MAUTHAUSEN ERMORDET 10.2.1942 HARTHEIM         | Carrer Canonge Montanyà, 12 Manresa         | Jesús Dalmau Colom wurde am 24. Dezember 1916 in Manresa geboren. 1939 flüchtete er von Spanien nach Frankreich. Am 27. Januar 1941 wurde er in das Konzentrationslager Mauthausen deportiert. Er bekam die Häftlingsnummer 6313. Am 10. Februar 1942 wurde er vom NS-Regime in der Tötungsanstalt Hartheim vergast. |
|              | HIER LEBTE FELIP DÍEZ SADA GEBOREN 1913 EXIL DEPORTIERT 1941 MAUTHAUSEN BEFREIT                                  | Carrer de Talamanca 15 Manresa              | Felip Díez Sada (1913–?) |
|              | HIER WOHNTE JOSEP GARCÍA PÉREZ JG. 1909 EXIL 1939 DEPORTIERT 1940 MAUTHAUSEN ERMORDET 31.10.1941 GUSEN           | Muralla de Sant Domènec, 28 Manresa         | Josep García Pérez wurde am 21. Mai 1909 in Santa Fe de Mondújar in der Provinz Almería geboren. 1939 flüchtete er von Spanien nach Frankreich. Am 8. September 1940 wurde er in das Konzentrationslager Mauthausen deportiert. Er bekam die Häftlingsnummer 4265. Am 31. Oktober 1941 wurde er vom NS-Regime im KZ Gusen ermordet. |
|              | HIER LEBTE ROSSEND LABARA ANDRES GEBOREN 1900 EXIL 1939 DEPORTIERT 1941 MAUTHAUSEN BEFREIT                       | Carrer del Bruc, 41 Manresa                 | Rossend Labara Andrés |
|              | HIER LEBTE FÈLIX LABARA PENA GEBOREN 1923 EXIL 1939 DEPORTIERT 1941 MAUTHAUSEN BEFREIT                           | Carrer del Bruc, 41 Manresa                 | Fèlix Labara Pena |
|              | HIER LEBTE ANTONI MECA SÁNCHEZ GEBOREN 1896 EXIL DEPORTIERT 1941 MAUTHAUSEN BEFREIT                              | Carrer del Remei de Dalt 54 Manresa         | Antoni Meca Sánchez (1896–?) |
|              | HIER WOHNTE ENRIC MUNT COSTA JG. 1906 EXIL 1939 DEPORTIERT 1940 MAUTHAUSEN ERMORDET 1.10.1941 GUSEN              | Carrer d'en Botí, 1 Manresa                 | Enric Munt Costa wurde am 19. Februar 1906 in Manresa geboren. 1939 flüchtete er von Spanien nach Frankreich. Am 9. August 1940 wurde er in das Konzentrationslager Mauthausen deportiert. Er bekam die Häftlingsnummer 3627. Am 1. Oktober 1941 wurde er vom NS-Regime im KZ Gusen ermordet. |
|              | HIER WOHNTE PERE PARÉS SANS JG. 1911 EXIL 1939 DEPORTIERT 1941 MAUTHAUSEN ERMORDET 10.9.1942 HARTHEIM            | Carrer Circumval·lació, 65 Manresa          | Pere Parés Sans wurde am 21. Februar 1911 in Manresa geboren. 1939 flüchtete er von Spanien nach Frankreich. Am 13. Dezember 1940 wurde er in das Konzentrationslager Mauthausen deportiert. Er bekam die Häftlingsnummer 5105. Am 10. September 1941 wurde er vom NS-Regime in der Tötungsanstalt Hartheim vergast. |
|              | HIER WOHNTE JOSEP PONS PÉREZ JG. 1915 EXIL 1939 DEPORTIERT 1940 MAUTHAUSEN BEFREIT                               | Carrer de la Mel, 31 Manresa                | Josep Pons Perez wurde am 17. April 1915 in Manresa geboren. 1939 flüchtete er von Spanien nach Frankreich. Am 13. Dezember 1940 wurde er in das Konzentrationslager Mauthausen deportiert. Er bekam die Häftlingsnummer 5147. Er überlebte das NS-Regime und wurde am 5. Mai 1945 befreit. Er verstarb am 29. März 1992 im Exil in Paris. |
|              | HIER WOHNTE JAUME REAL VENTURA JG. 1914 EXIL 1939 DEPORTIERT 1941 MAUTHAUSEN BEFREIT                             | Ctra. de Cardona, 26 Manresa                | Jaume Real Ventura wurde am 19. August 1914 in Solsona in der Provinz Lleida geboren. 1939 flüchtete er von Spanien nach Frankreich. Am 27. Januar 1941 wurde er in das Konzentrationslager Mauthausen deportiert. Er bekam die Häftlingsnummer 6530. Er überlebte das NS-Regime und verstarb am 28. Juli 2010 im Exil in Paris. |
|              | HIER WOHNTE MAURICI RIBAS PUJOL JG. 1908 EXIL 1939 DEPORTIERT 1940 MAUTHAUSEN ERMORDET 1.11.1941 GUSEN           | Via Sant Ignasi, 14 Manresa                 | Maurici Ribas Pujol wurde am 22. April 1908 in Manresa geboren. 1939 flüchtete er von Spanien nach Frankreich. Am 13. Dezember 1940 wurde er in das Konzentrationslager Mauthausen deportiert. Er bekam die Häftlingsnummer 5195. Am 1. November 1941 wurde er vom NS-Regime im KZ Gusen ermordet. |
|              | HIER WOHNTE JOAN SALLÉS OLIVERAS JG. 1904 EXIL 1939 DEPORTIERT 1941 MAUTHAUSEN ERMORDET 31.3.1942                | Carrer de la Pujada del Castell, 61 Manresa | Joan Sallés Oliveras wurde am 7. Januar 1904 in Manresa geboren. 1939 flüchtete er aus Spanien nach Frankreich. Er wurde von NS-Schergen aufgegriffen und in das Stalag XVII-B in Krems-Gneixendorf verschleppt. Seine Häftlingsnummer dort war 30269. Am 19. Dezember 1941 wurde er in das Konzentrationslager Mauthausen deportiert und bekam die Häftlingsnummer 4109. Am 31. März 1942 wurde er vom NS-Regime ebendort ermordet. |
|              | HIER LEBTE ÀNGEL SÁNCHEZ LÓPEZ GEBOREN 1919 EXIL 1939 DEPORTIERT 1941 MAUTHAUSEN BEFREIT                         | Carrer de Foch i Torres, 18 Manresa         | Àngel Sánchez López |
|              | HIER WOHNTE RAMIR SÁNCHEZ MOLINA JG. 1900 EXIL 1939 DEPORTIERT 1941 MAUTHAUSEN ERMORDET 4.11.1941 GUSEN          | Carrer de Sant Francesc, 12 Manresa         | Ramir Sánchez Molina wurde am 13. März 1900 in Cartagena in der Region Murcia geboren. 1939 flüchtete er von Spanien nach Frankreich. Am 25. Januar 1941 wurde er in das Konzentrationslager Mauthausen deportiert. Er bekam die Häftlingsnummer 4163. Am 4. November 1941 wurde er vom NS-Regime im KZ Gusen ermordet. |
|              | HIER WOHNTE JOSEP SEÑAL ESCLUSA JG. 1912 EXIL 1939 DEPORTIERT 1941 MAUTHAUSEN BEFREIT                            | Carrer d'En Tahones, 18 Manresa             | Josep Señal Esclusa wurde am 24. Oktober 1912 in Manresa geboren. 1939 flüchtete er von Spanien nach Frankreich. Am 25. Januar 1941 wurde er in das Konzentrationslager Mauthausen deportiert. Er bekam die Häftlingsnummer 4045. Er überlebte das NS-Regime und wurde am 5. Mai 1945 befreit. Er verstarb 1993 in Manresa. |
|              | HIER WOHNTE BERNAT TORAN MARTINÉZ JG. 1918 EXIL 1939 DEPORTIERT 1940 MAUTHAUSEN ERMORDET 6.1.1942 GUSEN          | Carrer Joc de la Pilota, 18 Manresa         | Bernat Toran Martínez wurde am 20. August 1918 in Fígols in der Comarca Berguedà geboren. 1939 flüchtete er von Spanien nach Frankreich. Am 13. Dezember 1940 wurde er in das Konzentrationslager Mauthausen deportiert. Er bekam die Häftlingsnummer 4625. Am 6. Januar 1942 wurde er vom NS-Regime im KZ Gusen ermordet. |
|              | HIER WOHNTE JAUME VILADROSA MONTRAVETA JG. 1910 EXIL 1939 DEPORTIERT 1941 MAUTHAUSEN ERMORDET 10.9.1941 HARTHEIM | Carrer d'Amigant, 6 Manresa                 | Jaume Viladrosa Montraveta wurde am 17. Juli 1910 in Lloberola in der Comarca Segarra geboren. Am 25. Januar 1941 wurde er in das Konzentrationslager Mauthausen deportiert. Er bekam die Häftlingsnummer 3697. Am 10. September 1942 wurde er vom NS-Regime in der Tötungsanstalt Hartheim vergast. |

### Navàs
In Navàs wurden fünf Stolpersteine verlegt.
| Stolperstein | Übersetzung | Verlegeort                  | Name, Leben |
| ------------ | --- | --------------------------- | --- |
|              | HIER WOHNTE ANTONI BARBERÀ PLA JG. 1910 EXIL 1939 VERHAFTET 22.6.1940 DEPORTIERT 1940 MAUTHAUSEN BEFREIT 5.5.1945         | Plaça de l’Ajuntament Navàs | Antoni Barberà Pla wurde 1905 geboren. Er ging nach dem Sieg der Franquisten 1939 ins französische Exil. Er wurde am 22. Juni 1940 verhaftet, im selben Jahr ins KZ Mauthausen deportiert, überlebte das NS-Regime und wurde am 5. Mai 1945 befreit. |
|              | HIER WOHNTE ESTEVE FLOTATS CAUS JG. 1904 EXIL 1939 VERHAFTET 1.6.1940 DEPORTIERT 1941 MAUTHAUSEN ERMORDET 7.11.1941 GUSEN | Plaça de l’Ajuntament Navàs | Esteve Flotats Caus wurde am 25. März 1904 in Puig-reig in Katalonien geboren. Er ging nach dem Sieg der Franquisten 1939 ins französische Exil. Er wurde am 1. Juni 1940 verhaftet und danach in das Stalag XI-B in Fallingbostel. Seine Häftlingsnummer dort war 87202. Am 27. Januar 1941 wurde er ins KZ Mauthausen deportiert und bekam die Häftlingsnummer 5537. Esteve Flotats Caus wurde am 7. November 1941 im KZ Gusen vom NS-Regime ermordet. |
|              | HIER WOHNTE JAUME OBRADORS GRÍFOL JG. 1906 EXIL 1939 VERHAFTET 20.6.1940 DEPORTIERT 1941 MAUTHAUSEN BEFREIT 5.5.1945      | Plaça de l’Ajuntament Navàs | Jaume Obradors Grífol wurde am 8. Oktober 1906 in Navàs geboren. Er ging 1939 ins Exil nach Frankreich, wurde am 20. Juni 1940 verhaftet und danach ins Stalag XI-A in Altengrabow verschleppt. Am 24. Juni 1941 wurde er ins KZ Mauthausen deportiert und bekam die Häftlingsnummer 4252 überlebte das NS-Regime und wurde am 5. Mai 1945 befreit. |
|              | HIER WOHNTE MIQUEL OBRADORS MAS JG. 1900 VERHAFTET 1944 COMPIÈGNE DEPORTIERT 1944 NEUENGAMME SCHICKSAL UNBEKANNT          | Plaça de l’Ajuntament Navàs | Miquel Obradors Mas |
|              | HIER WOHNTE RAMON SALA BESA JG. 1905 EXIL 1939 VERHAFTET 1.6.1940 DEPORTIERT 1941 MAUTHAUSEN ERMORDET 29.1.1942 GUSEN     | Plaça de l’Ajuntament Navàs | Ramón Sala Besa wurde am 9. November 1905 in Puig-reig in Katalonien geboren. Er gehörte der Esquerra Republicana de Catalunya an, der Republikanischen Linke Kataloniens, und war Bürgermeister von Navàs während des Spanischen Bürgerkriegs und ging nach dem Sieg der Franquisten 1939 ins französische Exil. Er wurde am 1. Juni 1940 verhaftet, wurde zuerst im Stalag XI B in Fallingbostel interniert und bekam dort die Häftlingsnummer 87204. Am 27. Januar 1941 wurde er in das KZ Mauthausen deportiert, bekam die Häftlingsnummer 5738 und am 29. Januar 1942 im KZ Gusen vom NS-Regime ums Leben gebracht. |

### El Palà de Torroella
In El Palà de Torroella wurde ein Stolperstein verlegt.
| Stolperstein | Übersetzung | Verlegeort                              | Name, Leben |
| ------------ | --- | --------------------------------------- | --- |
|              | HIER WOHNTE JOSEP SOLER TORRENS GEBOREN 1909 EXIL 1939 VERHAFTET 1.6.1940 DEPORTIERT 1941 MAUTHAUSEN ERMORDET 25.12.1941 GUSEN | Ctra. de Cardona 7 El Palà de Torroella | Josep Soler Torrens wurde am 12. September 1909 in Navàs geboren. Er ging 1939 ins Exil nach Frankreich und wurde dort am 1. Juni 1940 verhaftet. Er wurde zuerst im Stalag XI B in Fallingbostel interniert und bekam die Häftlingsnummer 87163. Am 27. Januar 1941 wurde er ins KZ Mauthausen deportiert, bekam die Häftlingsnummer 5765 und wurde am 25. Dezember 1941 im KZ Gusen vom NS-Regime ermordet. |

### El Pont de Vilomara i Rocafort
In El Pont de Vilomara i Rocafort wurde ein Stolperstein verlegt.
| Stolperstein | Übersetzung                                                                                   | Verlegeort                                       | Name, Leben              |
| ------------ | --------------------------------------------------------------------------------------------- | ------------------------------------------------ | ------------------------ |
|              | HIER WOHNTE FRANCESC PLAYA TRASERRA GEBOREN 1919 EXIL 1939 DEPORTIERT 1940 MAUTHAUSEN BEFREIT | Carrer Soledat, 7 El Pont de Vilomara i Rocafort | Francesc Playà Trasserra |

### Sant Fruitós de Bages
In Sant Fruitós de Bages wurden zwei Stolpersteine verlegt.
| Stolperstein | Übersetzung | Verlegeort                                           | Name, Leben                          |
| ------------ | --- | ---------------------------------------------------- | ------------------------------------ |
|              | IN SANT FRUITÓS DE BAGES LEBTE ARTURO CURA BOSCH GEBOREN 1904 EXIL DEPORTIERT 1941 MAUTHAUSEN ERMORDET 10.1.1942 GUSEN       | Jardins de la plaça de la Vila Sant Fruitós de Bages | Artur Cura Bosch (1904–1942)         |
|              | IN SANT FRUITÓS DE BAGES LEBTE ANTONIO ESCALÉ CLARAMUNT GEBOREN 1893 EXIL DEPORTIERT 1941 MAUTHAUSEN ERMORDET 8.7.1941 GUSEN | Jardins de la plaça de la Vila Sant Fruitós de Bages | Antonio Escalé Claramunt (1893–1941) |

### Sant Salvador de Guardiola
In Sant Salvador de Guardiola wurde ein Stolperstein verlegt.
| Stolperstein | Übersetzung                                                                               | Verlegeort                 | Name, Leben                         |
| ------------ | ----------------------------------------------------------------------------------------- | -------------------------- | ----------------------------------- |
|              | HIER LEBTE BONIFACI SERVITJA BARNAUS GEBOREN 1913 EXIL DEPORTIERT 1940 MAUTHAUSEN BEFREIT | Sant Salvador de Guardiola | Bonifaci Servitja Barnhaus (1913–?) |

### Sant Vicenç de Castellet
In Sant Vicenç de Castellet wurde ein Stolperstein verlegt.
| Stolperstein | Übersetzung | Verlegeort                                     | Name, Leben          |
| ------------ | --- | ---------------------------------------------- | -------------------- |
|              | IN ST. V. CASTELLET WOHNTE MANUEL LORENTE GALVE GEBOREN 1912 EXIL DEPORTIERT 1941 MAUTHAUSEN ERMORDET 31.1.1943 GUSEN | Plaça de'l Ajuntament Sant Vicenç de Castellet | Manuel Lorente Galve |

### Súria
In Súria wurden vierzehn Stolpersteine an dreizehn Adressen verlegt.
| Stolperstein | Übersetzung                                                                                                | Standort                                                     | Name, Leben                 |
| ------------ | --- | ------------------------------------------------------------ | --------------------------- |
|              | HIER WOHNTE MANUEL CANGA FERNÁNDEZ GEBOREN 1906 EXIL DEPORTIERT 1940 MAUTHAUSEN BEFREIT                    | Carrer de Sant Lluís / Avinguda de Santa Bàrbara Súria       | Manuel Canga Fernández      |
|              | HIER WOHNTE FRANCISCO CAZORLA ZAMORA GEBOREN 1919 EXIL DEPORTIERT 1941 MAUTHAUSEN ERMORDET 7.11.1941 GUSEN | Carrer de les Flors, 27 Súria                                | Francisco Cazorla Zamora    |
|              | HIER WOHNTE MANEL CAZORLA ZAMORA GEBOREN 1916 EXIL DEPORTIERT 1941 MAUTHAUSEN ERMORDET 10.9.1942 GUSEN     | Carrer de les Flors, 27 Súria                                | Manel Cazorla Zamora        |
|              | HIER WOHNTE MANUEL FERNANDEZ LÓPEZ GEBOREN 1901 EXIL DEPORTIERT 1940 MAUTHAUSEN ERMORDET 13.10.1941 GUSEN  | Carrer de Sant Antoni Maria Claret, 15 Súria                 | Manuel Fernandez Lopez      |
|              | HIER WOHNTE RAFAEL FOSCH PIE GEBOREN 1899 EXIL DEPORTIERT 1940 MAUTHAUSEN BEFREIT                          | Carrer de Salvador Vancell, 21 Súria                         | Rafael Fosch Pie            |
|              | HIER WOHNTE CLIMENT GIRONA PRADES GEBOREN 1901 EXIL DEPORTIERT 1940 MAUTHAUSEN ERMORDET 19.9.1941 GUSEN    | Carrer de Sant Cristòfol, 15 Súria                           | Climent Girona Prades       |
|              | HIER WOHNTE ANTONIO MARTÍNEZ LÓPEZ GEBOREN 1902 EXIL DEPORTIERT 1940 MAUTHAUSEN ERMORDET 7.8.1941 GUSEN    | Carrer de les Flors, 24 Súria                                | Antonio Martínez López      |
|              | HIER WOHNTE JOSÉ MARTÍNEZ RODRÍGUEZ GEBOREN 1921 EXIL DEPORTIERT 1941 MAUTHAUSEN ERMORDET 20.7.1943 GUSEN  | Carrer de Salvador Vancell, 14 Súria                         | José Martínez Rodríguez     |
|              | HIER WOHNTE JOSEP MASANELL TORREBADELLA GEBOREN 1913 EXIL DEPORTIERT NEUENGAMME ERMORDET 1.1.1945          | Plaça de Josep Anselm Clavé, 2 Súria                         | Josep Masanell Torrebadella |
|              | HIER WOHNTE JUAN NAVARRO PÉREZ GEBOREN 1901 EXIL DEPORTIERT 1941 MAUTHAUSEN ERMORDET 17.8.1941 GUSEN       | Carrer de les Flors, 22 Súria                                | Juan Navarro Pérez          |
|              | HIER WOHNTE JUAN PÉREZ SÁNCHEZ GEBOREN 1897 EXIL DEPORTIERT 1941 MAUTHAUSEN ERMORDET 17.8.1941 GUSEN       | Carrer del Campanar, 3 Súria                                 | Juan Pérez Sánchez          |
|              | HIER WOHNTE FRANCISCO RIBAS PUBILL GEBOREN 1922 EXIL DEPORTIERT 1944 BUCHENWALD BEFREIT                    | Carrer de Salvador Vancell / Passatge de Martí Sanglas Súria | Francisco Ribas Pubill      |
|              | HIER WOHNTE GERMAN TUDELA GARCÍA GEBOREN 1914 EXIL DEPORTIERT 1941 MAUTHAUSEN ERMORDET 11.11.1941 GUSEN    | Carrer de Vilanova, 1 Súria                                  | Germán Tudela García        |
|              | HIER WOHNTE ANTONIO YÉLAMOS SEVILLANO GEBOREN 1915 EXIL DEPORTIERT 1940 MAUTHAUSEN BEFREIT                 | Carrer de les Flors, 3 Súria                                 | Antonio Yélamos Sevillano   |

## Verlegedaten
- 9. April 2015: Navàs und El Palà de Torroella
- 25. Januar 2017: Manresa (Carrer de Carrió, 12, Carrer d'Arbonés, 34, Carrer de la Mel, 23, Carrer de Carrió, 11, Carrer Canonge Montanyà, 12, Muralla de Sant Domènec, 28, Carrer d'en Botí, 1, Carrer de la Mel, 31, Ctra. de Cardona, 26, Carrer de Sant Francesc, 12, Carrer d'En Tahones, 18, Carrer Joc de la Pilota, 18, Carrer d'Amigant, 6)
- 26. Januar 2017: Manresa (Carrer Circumval·lació, 102, Carrer l'Aiguader, 22, Carrer Major, 5, Camí dels Corrals, Carrer Circumval·lació, 65, Via Sant Ignasi, 14, Carrer de la Pujada del Castell, 61)[24]
- 26. Januar 2018: Manresa (Àngel Sànchez López)
- 29. Januar 2019: Navàs (Miguel Obradas Mas)[25]
- 16. Februar 2019: El Pont de Vilomara i Rocafort[26]
- 20. April 2019: Sant Vicenç de Castellet[27]
- 17. Oktober 2020: Súria[28]
- 13. Mai 2021: Manresa (Carrer del Remei de Dalt 54, Carrer de Montserrat 20, Carrer de Sant Bartomeu 4, Carrer de Talamanca 15)[29]
- 26. September 2020: Cardona[30]
- 13. Mai 2021: Manresa (Antoni Cano Martínez, Julià Commes Claros, Felip Díez Sada, Antoni Meca Sánchez)
- 20. Januar 2022: Sant Fruitós de Bages[31]
- 12. Februar 2022: Avinyó[32]

An der Plaça Sant Domènec von Manresa wurde zusätzlich am 25. Januar 2017 eine Wandtafel mit den Namen aller Deportierten angebracht und von Gunter Demnig enthüllt.